# روث مودي
روث مودي هي كاتبة غنائية ومغنية كندية، ولدت في 28 ديسمبر 1975 في أستراليا.

## وصلات خارجية
- الموقع الرسمي
- روث مودي على موقع IMDb (الإنجليزية)
- روث مودي على موقع ميوزك برينز (الإنجليزية)
- روث مودي على موقع أول ميوزيك (الإنجليزية)
- روث مودي على موقع ديسكوغز (الإنجليزية)